# Бранник
 Тази статия е за българската организация.  За списанието вижте Бранник (списание).  
„Бранник“ е профашистка младежка организация в България[необходимо е уточнение] в периода 1940 – 1944 г.
Създадена е на 29 декември 1940 г. от правителството на проф. Богдан Филов с приемането на „Закона за организиране на българската младеж“. Осъществява пропаганда против комунизма, демокрацията, либерализма и „западните плутократични режими“ и проповядва антисемитска идеология.
Изградена е по образец на Национална организация „Балила“ в Италия и „Хитлерова младеж“ в Германия. Според посочения закон членуването в организацията е доброволно, но правителството полага усилия да го направи задължително. Подчинена е пряко на министър-председателя и се издържа от държавния и общинските бюджети. Организацията има за цел възпитанието на българската младеж в националистически и профашистки дух. Основният лозунг на Бранник е „Борис, България, Бог!“ Емблемата е с формата на щит, в средата на който има голяма буква „Б“. Централата на Бранник се е намирала в сградата на днешния Национален център по заразни и паразитни болести на ул. „Регентска“ (дн. „Янко Сакъзов“) № 26.

## Идеология
Организацията е типично авторитарно образувание, чието създаване е изцяло дело на правителството. Тя е пряко подчинена на министър-председателя. Отличава се с предказармена физическа и идеологическа подготовка, в това число носене на униформи и строева подготовка. Осъществява пропаганда срещу комунизма, демокрацията, либерализма и западните плутократични режими.

## Ръководство
Структурата на новата организация се изгражда от горе надолу и главните ръководители се назначават от правителството, имат статут на държавни чиновници. Върховен ръководител е д-р Стефан Клечков, който след напускане на поста си става областен управител в Беломорието. Главен ръководител от 1 февруари 1943 година е Захари Стоилков, бивш активист на Български младежки съюз „Отец Паисий“ и Ратничество за напредък на българщината, а от 24 март 1944 година е професор Георги Караиванов. Секретар на организацията е Иван Тулешков, а началник на организационното отделение е Младен Филипов.
Висшият съвет се състои от няколко отделения: организационно, учебно, връзки с чужбина, спорт, здравно-социални грижи, финансов контрол, отдел за просвета и издания, стопански и други.

## Структура
Административната структура е по области начело с областен войвода. Подразделенията са дружина и венец (женска дружина) начело с дружинен командир; 2 – 3 чети с четен командир (четник); ядра, начело на които стои челник. Четата обикновено се състои от 40 – 50 членове. Същото се отнася и за Венците и Орлетата (които са по-младите членове, обикновено от прогимназиите – сегашни 5 – 8 класове). Орлетата по устав са деца и младежи от 10 до 14-годишна възраст. Бранниците са юноши – от 14 до 16 години. Съществува и трета група бранници, те са от 16 до 21-годишна възраст. По-възрастни младежи, от 21 до 30 години, също могат да членуват в организацията.
След април 1941 г., когато България е обединена с новоосвободените земи – Македония и Беломорска Тракия, в организацията се включват и ученици от гимназиите в Македония. Те са: в Скопие – 2 мъжки и девическа, по 1 гимназия във Велес, Щип, Прилеп, Охрид, Битоля и непълни в Струмица, Гевгелия, Кавадарци (до V кл.), Кратово, Пехчево, Ресен, Берово, Радовиш, Неготино.
На 24 април 1942 г., със специално разрешение на ръководството, масовата организация „Български Червен кръст“, в която членуват много младежи и особено учащи, става колективен член на „Бранник“.
По решение на Светия Синод от 1944 г. при всяка бранническа дружина има религиозен съветник, в лицето на местния енорийски свещеник.

## Химн
Ний Бранници сме щедро надарени,
с мощни и стоманени гърди.
Българийо за тебе сме родени,
Съдба велика Бог ни отреди.
С младежки жар обичаме народа,
сплотени сме край българския Цар.
На свободата свята и свещена днес
Бранникът е най-добър пазач. (х2)

## Членове
По списък през 1943 година организацията има около 450 000 членове.
В организацията участват Елисавета Багряна, Дора Габе, Ангел Каралийчев и други видни представители на българската интелигенция.

## Униформа
Бранниците носят лятна и зимна униформа, каишки, колани и ножове. Въведен е поздрав с изпъната нагоре и вдясно ръка, наподобяваща хитлеристкия поздрав.

## Действия
Организират се трудови походи, паради, манифестации, пренасяне на свещения огън от Плиска в Битоля. Насърчават се също така благотворителни мероприятия, помощи за нуждаещите се, солидарност със селото и т.н.

## Обет
Обет на бранника:
„Аз съм бранник и моето сърце принадлежи на царя на българите и на моя народ.
Обречен съм да бъда страж на Родината, творец на нейния живот и да я пазя всякога и от всеки, който пречи на нейния възход.“
Обет на бранничката:
„ Аз съм бранничка и моето сърце принадлежи на царя на българите и на моя народ.
Обречена съм да поддържам неугасващо огнището на българския род, да вливам ведрост и вяра в народната душа и да обогатявам вечното съкровище на българския бит.“
Обещание на орлето:
| „ | Аз съм горд и стремителен като орле. Моето младо сърце е пълно с обич към царя на българите и моята родна земя. Обещах – ще бъда изпълнителен и смел, за да стана достоен бранник. | “ |

Според данни от списание "Орле", Ден на обещанието за орлетата е 14 май.

## Бранническа клетва
Клетвата, която всеки нов бранник дава, за да се присъедини към организацията гласяла:
Аз съм Бранник и моето сърце принадлежи на царя на българите и на моя народ. Обречен съм да бъда страж на Родината борец за нейния живот и да я пазя всякога от всеки, който пречи на нейния възход. Заклех се!

## Списания
Сред списанията на организацията са: „Бранник“, „Орле“, „Победа“. Вестник „Средношколски бранник“ е издаван от образцовата бранническа дружина при II софийска мъжка гимназия, а вестник „Браннически глас“ – във Враца.

## Закриване
При преминаването на България на страната на Антихитлеристката коалиция „Бранник“ е включена във фашистките и пронацистки организации заедно с други като „Ратничество за напредък на българщината“. След 9 септември 1944 г. е разтурена, а членовете и́ са преследвани и репресирани от комунистите. Някои от членовете на организацията, като д-р Стефан Клечков, са убити жестоко заради други причини.